# Artabotrys camptopetala
Artabotrys camptopetala este o specie de plante angiosperme din genul Artabotrys, familia Annonaceae, descrisă de Friedrich Ludwig Diels. Conform Catalogue of Life specia Artabotrys camptopetala nu are subspecii cunoscute.